# Capital Punishment (pel·lícula de 1925)

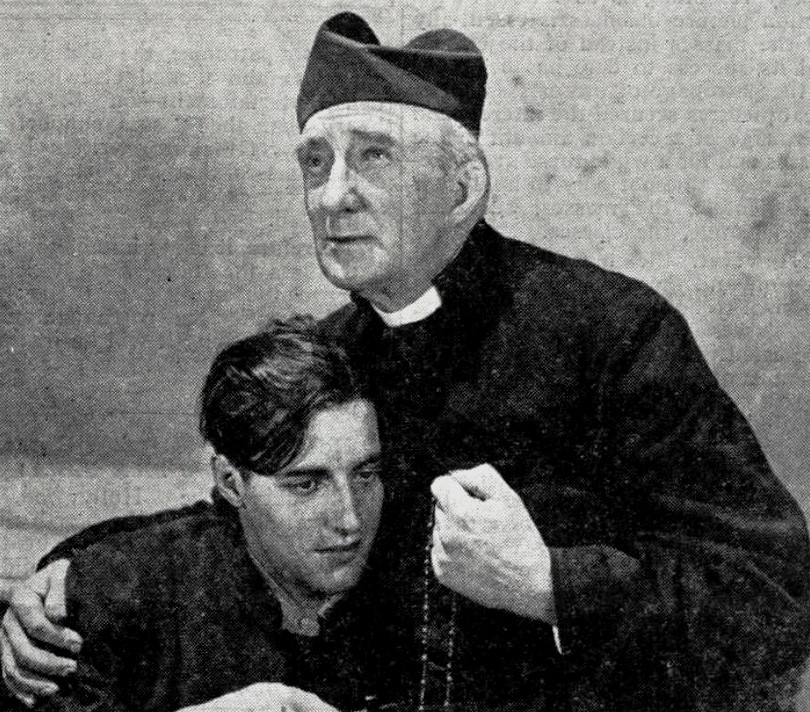
Alec B. Francis i Eddie Phillips en un fotograma de la pel·lícula

Capital Punishment és una pel·lícula muda en blanc i negre dirigida per James P. Hogan i protagonitzada per Clara Bow, George Hackathorne i Elliott Dexter. Es conserven còpies al Eye Filmmuseum d'Amsterdam i a l'Arxiu de Cinema i Televisió d'UCLA.

## Repartiment
- Clara Bow (Delia Tate)
- George Hackathorne (Dan O'Connor)
- Elliott Dexter (Gordon Harrington)
- Margaret Livingston (Mona Caldwell)
- Mary Carr (Mrs. O'Connor)
- Robert Ellis (Harry Phillip)
- Alec B. Francis (capellà de la penitenciaria)
- Eddie Phillips (noi condemnat)
- Edith Yorke (mare del noi)
- Joseph Kilgour (governador)
- Wade Boteler (oficial Dugan)
- George Nichols (guardia de la penitenciaria)
- John T. Prince (doctor)
- Fred Warren (empenyorador)
- Sailor Sharkey (condemnat)

## Argument
Harrington intenta que el governador commuti la pena a mort d'un condemant per assassinat. El governador es nega i és executat però poc després un home moribund confessa ser l'assassí. Harrington fa una juguesca amb els seu amic Phillips, que con està organitzat el sistema judicial pot fer condemnar a mort a una persona. Acorda amb Dan O'Connor, un jove pobre, que les sospites de l'assassinat fictici de Phillips, que en realitat està gaudint d'un creuer en el iot de Harrington, caiguin sobre d'ell i que en el moment oportú ell revelarà la broma fent aparèixer Phillips. O'Connor és condemnat i sentenciat a mort. Phillips però marxa del vaixell i torna a terra on intenta anar al darrere de manera desagradable de Mona Caldwell, la xicota de Harrington. Harrington i ell es barallen i en la lluita Phillips mor. Mona exhorta Harrington que no confessi i que deixi que O'Connor carregui amb la culpa. O'Connor clama per la seva innocència i explica com es va produir el complot però Harrington nega que sigui veritat. Quan O'Connor està a punt de ser executat Mona es penedeix i va a l'oficina del governador per explicar la veritat i salvar la vida del condemnat.